# Kamala Harris
 Kamala Devi Harris (?·pàg.), AFI /ˈkɑːmələ ˈdeɪvɪ ˈhæ.ɹɪs/, (Oakland, Califòrnia, 20 d'octubre de 1964), és una advocada i política estatunidenca, vicepresidenta dels Estats Units al costat del president Joe Biden. Com a vicepresidenta, Harris exerceix també de presidenta del Senat dels Estats Units. Membre del Partit Demòcrata, va ser senadora dels Estats Units per Califòrnia des del 2017 fins al 2021. Anteriorment també havia estat fiscal general de Califòrnia del 2011 al 2017 i fiscal de districte a San Francisco del 2004 al 2010.
Filla d'immigrants d'origen jamaicà i hindú es graduà a la Universitat de Howard i a la Universitat de Califòrnia, Hastings College of Law. A la dècada de 1990 va treballar a l'oficina del fiscal de districte de San Francisco i a l'oficina del fiscal de la ciutat de San Francisco. El 2003 va ser elegida fiscal de districte de San Francisco.
Harris va ser elegida per poc marge fiscal general de Califòrnia el 2010 i reelegida el 2014 per un marge ampli. El 8 de novembre de 2016 va derrotar Loretta Sanchez a les eleccions al Senat de 2016 i va succeir a la senadora sortint Barbara Boxer, esdevenint la primera senadora de descendència índia i jamaicana. En aquest temps, va oficiar la primera cerimònia de matrimoni entre persones del mateix sexe a Califòrnia i es va oposar a l'aplicació de la pena capital.
El gener de 2019 va publicar unes memòries titulades The Truths We Hold: An American Journey. El 21 de gener de 2019 va anunciar oficialment la seva campanya a la presidència per les eleccions presidencials de 2020, que va suspendre el 3 de desembre de 2019. L'11 d'agost de 2020 es va anunciar que seria la candidata vicepresidencial de Joe Biden, per la qual cosa esdevenia la tercera dona candidata a la vicepresidència en un partit principal, després de Geraldine Ferraro (1984) i Sarah Palin (2008) i la primera afroamericana. Harris va ser l'escollida pel Partit Demòcrata com a candidata a la Presidència dels Estats Units, amb Tim Walz com el seu candidat a vicepresident després de la renúncia de Joe Biden.

## Infància i educació (1964–1990)
Kamala Devi Harris va néixer el 20 d'octubre de 1964 a Oakland (Califòrnia). La seva mare, Shyamala Gopalan, era una científica dedicada a la lluita contra el càncer de mama, que havia emigrat de Tamil Nadu (Índia) el 1960 per obtenir un doctorat en endocrinologia a la Universitat de Berkeley. El seu pare, Donald J. Harris, és professor emèrit d'economia a la Universitat Stanford, que va emigrar de la Jamaica britànica el 1961 per fer estudis de postgrau en economia a la Universitat de Berkeley.

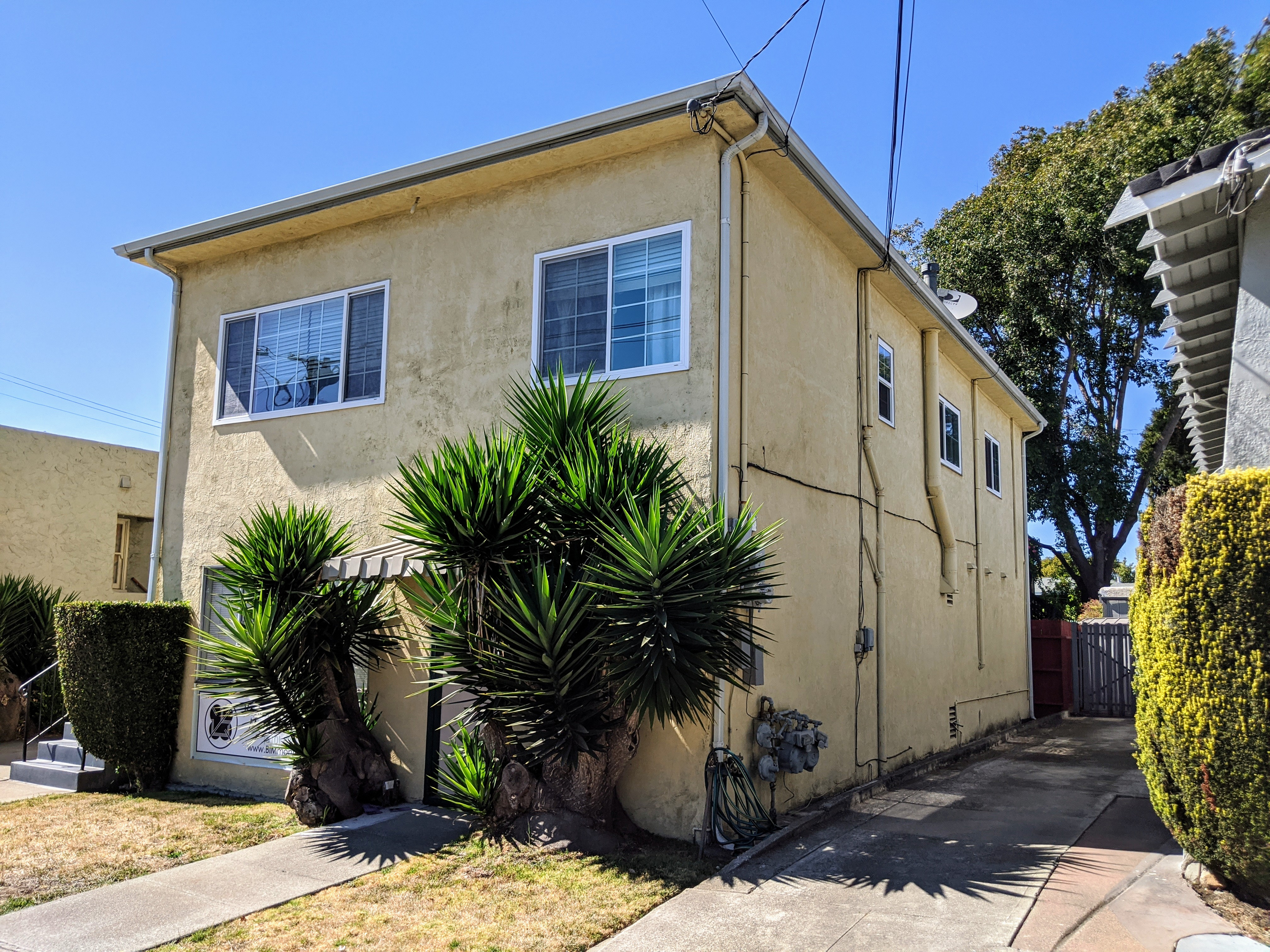
Casa on vivia quan ella era petita a Bancroft Way (Berkeley, Califòrnia)

Harris va créixer a Berkeley (Califòrnia), amb la seva germana petita, Maya Harris. Quan era nena, va viure breument al centre de Berkeley i després la seva família es va traslladar al pis superior d'un dúplex a Bancroft Way a Berkeley, una zona sovint anomenada "the flatlands" (en català, les planes), zona amb una població negra significant.
Quan va començar a la llar d'infants, va formar part del programa de busos escolar per a la desegració escolar a l'escola Thousand Oaks, una escola primària pública en un barri més pròsper al nord de Berkeley. Dos anys abans, l'alumnat d'aquesta escola era 95% blanc mentre que el 1969 un 40% dels estudiants eren negres.

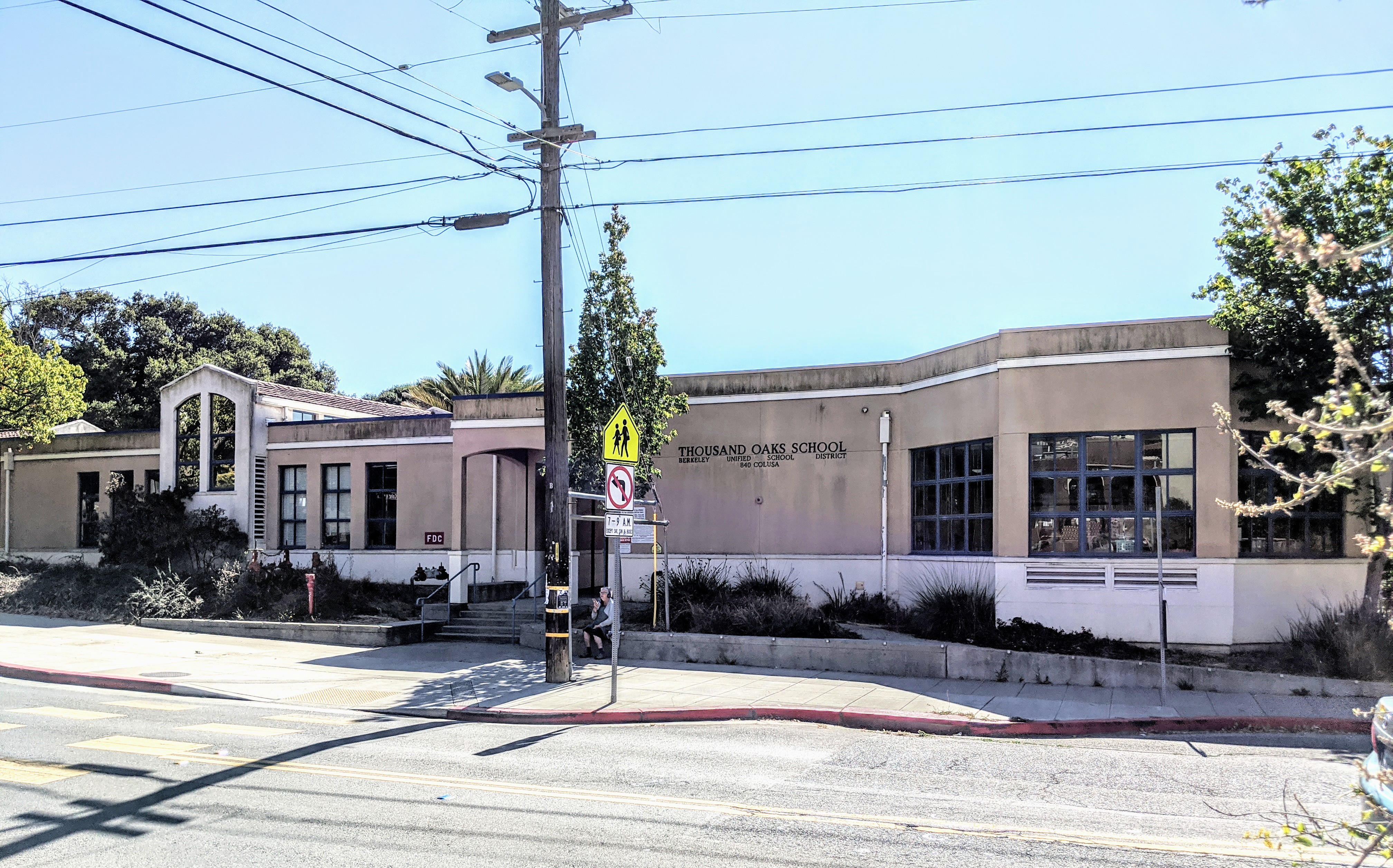
Harris va assistir a l'escola Thousand Oaks School

Va créixer anant tant a una Església Baptista negra com un mandir hindú. Amb la seva germana van visitar la família de la seva mare a Madràs (actual Chennai), a l'Índia, en alguna ocasió. En les seves memòries va dir que quan hi anava podia entendre una mica el tàmil, l'idioma vernacle de Chennai.
Els seus pares es van divorciar quan tenia set anys. Segons ella, quan visitava amb la seva germana el seu pare a Palo Alto (Califòrnia) els caps de setmana, els nens del veïnat no podien jugar amb elles perquè eren negres. Quan tenia 12 anys, Harris i la seva germana es van traslladar amb la seva mare a Mont-real (Quebec), on la seva mare havia acceptat una posició d'investigació al Jewish General Hospital i de docència a la Universitat McGill. Harris primer va assistir a un institut francòfon i després a un d'anglòfon a Westmount (Quebec), d'on es va graduar el 1981.
Després de l'institut, Harris va anar a la Universitat Howard, una universitat històricament negra a Washington DC. Mentre estava a Howard, va exercir com a secretària de la sala de correu del senador de Califòrnia Alan Cranston, va presidir la societat econòmica, va dirigir l'equip de debat i es va unir a la sororitat Alpha Kappa Alpha. Harris es va llicenciar en ciències polítiques i en economia a Howard el 1986.
Harris va tornar a Califòrnia per assistir a l'escola de dret Hastings College of the Law de la Universitat de Califòrnia. Durant la seva estada a l'UC Hastings, va ser la presidenta del capítol de l'associació d'estudiants de dret negres. Es va graduar amb un Juris Doctor el 1989, i va aprovar l'examen d'accés a l'advocacia el juny de 1990.

## Inicis de la seva carrera (1990–2004)
El 1990, Harris va ser contractada com a adjunta del fiscal de districte d'Alameda (Califòrnia), on va ser considerada com «una fiscal capaç de projecció ascendent». El maig de 1994 va iniciar una relació amb el president de l'Assemblea de Califòrnia Willie Brown, que tenia 60 anys (ella en tenia 29), que es va acabar el mes de desembre, després de les eleccions en què Brown esdevingué alcalde de San Francisco. Brown va designar Harris a la junta de recursos de subsidis d'atur i més tard a la comissió d'assistència mèdica de Califòrnia. Harris va agafar una excedència laboral de la seva feina de fiscal per exercir els càrrecs.
El febrer de 1998, el fiscal del districte de San Francisco Terence Hallinan va reclutar Harris com a fiscal adjunta del districte. Allà, es va convertir en la cap de la divisió de carrera penal, formada per cinc altres empleats, on va processar homicidis, furts, robatoris i casos d'agressions sexuals — particularment, casos de reincidència. Harris es va discutir amb l'adjunt de Hallinan, Darrell Salomon, sobre la proposició 21, que hauria donat als fiscals l'opció de portar els acusats joves a tribunals regulars i no a tribunals juvenils. Harris va fer campanya contra aquesta mesura i Salomon es va oposar que Harris s'encarregués de les preguntes dels mitjans i la va reassignar, en un descens de facto. Harris va denunciar-lo i va dimitir.
L'agost del 2000, Harris va aconseguir una nova feina a l'Ajuntament de San Francisco treballant per a la fiscal municipal Louise Renne. Harris va dirigir-ne la divisió de serveis per a la família i els infants representant els casos de maltractament infantil i casos de desempara. Renne va dir sobre Harris: «Serà la millor fiscal de districte que aquesta ciutat haurà vist en anys».

### Campanya de 2003 per a fiscal del districte

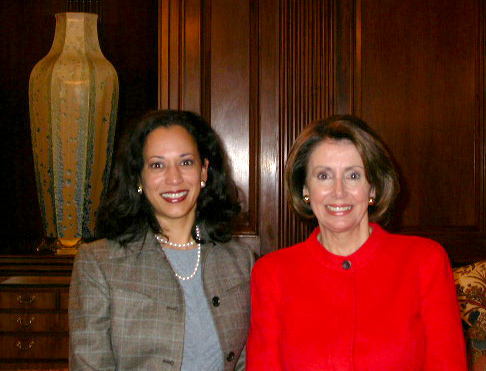
Harris el 2004 amb Nancy Pelosi, la congressista per Califòrnia que esdevindria presidenta de la Cambra de Representants dels Estats Units durant dos mandats.

El 2002, a l'inici de la campanya, Harris ja tenia una llista de contactes «formidable» i es va posar en contacte amb Mark Buell, el padrastre de la seva amiga Summer Tompkins Walker i important donant dels demòcrates, i li va explicar les seves intencions de presentar-se a fiscal del districte. Buell es va oferir a ser l'encarregat de les seves finances de campanya i li aconsellar que hauria de recaptar una gran suma de diners per tal de derrotar el fiscal titular en una cursa entre tres. Van organitzar un comitè de finances integrat majoritàriament per dones de societat, entre les quals Vanessa Getty i Susan Swig.
Harris va establir la seu de campanya al barri de Bayview, un dels més pobres de San Francisco, i va rebre el suport de líders de les comunitats negre, xinesa i LGBT. A diferència dels seus rivals, Hallinan, que buscava la reelecció per un tercer mandat, i l'advocat Bill Fazio, que ja s'hi havia presentat en dues ocasions anteriors i havia perdut per marges petits, Harris no era tan coneguda. Harris va aconseguir que el comitè central demòcrata del comtat, que incloïa la senadora Dianne Feinstein i la líder de la Cambra de Representants Nancy Pelosi, no donés suport a Hallinan, el primer cop que no n'hi donava al fiscal titular. Tant Hallinan com Fazio la van intentar relacionar amb la seva exparella Willie Brown, que feia campanya i recaptava fons per ella. Harris es va comprometre a investigar qualsevol polític, inclòs Brown, si hi havia indicis de corrupció.
Hallinan es va presentar a la reelecció en el context de l'escàndol Fajitagate, en què tres agents de policia fora de servei es van barallar amb uns residents per una bossa de fajitas. Hallinan va al·legar que Prentice E. Sanders, el primer cap de policia negre de la ciutat i altres oficials van estar implicats en un encobriment dels fets delictius dels tres oficials, i els va acusar d'obstrucció a la justícia, el febrer de 2003. Sanders va dimitir, però Hallinan es va veure obligat a retirar les acusacions contra Sanders després de no tenir prou proves per demostrar una conspiració. Sanders va emprendre accions legals i va ser declarat innocent, perjudicant la credibilitat de Hallinan.
L'octubre de 2003, la comissió d'ètica de San Francisco va dictaminar que Harris havia violat involuntàriament la llei de finançament de campanya de la ciutat superant el límit de despesa voluntari de 211.000 dòlars, que s'havia compromès a respectar. Va haver de pagar fins a 34.000$, en multes i en anuncis a mitjans de comunicació informant els votants que no havia respectat el límit de despesa. Harris va acceptar-ne la responsabilitat i va publicar un comunicat on deia:
| «                | (anglès) Leadership isn't about being perfect. Leadership means taking responsibility. | (català) El lideratge no és ser perfecte. El lideratge significa assumir responsabilitats. | » |
| — Kamala Harris, |                                                                                        |                                                                                            |   |

Harris va gastar gairebé 625.000$, mentre que Hallinan en va gastar poc més de 285.000. Halliman i Harris van accedir a la segona volta de les eleccions.
A la segona volta, Harris es va comprometre a no sol·licitar mai la pena de mort i a perseguir als delinqüents reincidents només en casos de delictes violents. Harris va dur a terme una campanya «contundent», amb l'ajut de l'exalcalde Willie Brown, la senadora Dianne Feinstein, l'escriptor i dibuixant Aaron McGruder i els còmics Eddie Griffin i Chris Rock. Harris es va diferenciar de Hallinan atacant els seus resultats. Va argumentar que va deixar el seu càrrec a l'oficina de Hallinan perquè era tecnològicament inepte i «disfuncional», i va emfatitzar la diferència «abismal» del percentatge de condemnes per delictes greus (52%, mentre que l'estatal era del 83%). Va acusar Hallinan de mala gestió de la fiscalia per promoure-hi persones sense mèrits i per encobrir les denúncies de mala conducta dels fiscals. A més, Harris va acusar-lo de no fer prou per frenar la violència amb armes a la ciutat, sobretot en barris pobres com Bayview i Tenderloin, i va atacar la seva voluntat d'acceptar negociacions de plets en casos de violència domèstica: «No és progressista ser tou amb els delictes».
Harris va guanyar amb les eleccions amb el 56% dels vots i va esdevenir la primera fiscal de districte negra de Califòrnia.

## Fiscal del districte de San Francisco (2004–2011)

### Seguretat pública

#### Taxa de condemna

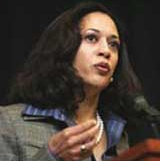
Kamala Harris durant el seu mandat com a fiscal del districte de San Francisco

Just abans que Harris assumís el càrrec, la taxa de condemna de la delinqüència era del 50%; i l'any 2009 havia pujat al 76%. Les condemnes als traficants de drogues van passar del 56% el 2003 al 74% el 2006.
Harris no va tenir oposició en l'elecció del 2007.

#### Delictes no violents
El 2004 l'oficina de Harris va denunciar dos treballadors en impremtes per abocar tinta d'impremta perillosa al barri de Bayview; tots dos se'n van declarar culpables i van rebre la llibertat condicional. L'estiu de 2005 va crear la unitat de delictes mediambientals.
El 2007, Harris i el fiscal de la ciutat de San Francisco Dennis Herrera van investigar el supervisor de la ciutat Ed Jew per violar els requisits necessaris de residència per ocupar-ne el càrrec; i Harris el va denunciar per nou delictes. Jew va declarar-se culpable en un altre cas no relacionat i va acceptar no tornar a exercir un càrrec públic a Califòrnia mai més.
Sota la direcció, l'oficina de fiscal de districte va aconseguir més de 1.900 condemnes per delictes relacionats amb la marihuana, incloent persones condemnades també per altres delictes més seriosos. La ràtio a què es perseguien els delictes de marihuana va ser superior a la de Hallinan, el seu antecessor, però el nombre de condemnats va ser substancialment més baix. Les denúncies per delictes menors relacionats amb la marihuana eren poques i tenia la política de no demanar presó per delictes de possessió de marihuana. El seu successor, George Gascón, va anul·lar tots els delictes de marihuana de San Francisco des del 1975.

#### Delictes violents
A principis de la dècada del 2000, la taxa d'assassinats de la ciutat i del comtat de San Francisco superava per molt la mitjana nacional. Del 2004 al 2006 va aconseguir un 87% de condemnes als judicis per homicidi i un 90% als judicis per tots els delictes majors de violació d'armes.
Harris també va demanar fiances més altes per denunciats per delictes amb armes, argüint que les fiances baixes promovien que els forans cometessin delictes a San Francisco. El departament de policia li va donar crèdit per tancar forats legals en programes de fiances i drogues. A més de crear una unitat de delictes d'armes, Harris es va oposar a alliberar acusats sota fiança si estaven acusats de delictes d'armes, va demanar sentències d'almenys 90 dies per delictes de possessió d'armes amagades o carregades, i va denunciar tots els casos de possessió d'armes d'assalt com a delictes majors afegint que buscaria condemnes a presó per delinqüents que tinguessin o haguessin fet servir armes d'assalt i que demanaria les penes màximes per delictes d'armes.
L'abril de 2005, Harris va buscar la condemna de Charles Rothenberg, conegut com a Charley Charles, per possessió il·legal d'arma de foc amb antecedents. Rothenberg es va fer notori durant la dècada del 1980 quan va calar foc al seu fill de 6 anys, Dave Dave, durant una disputa per la seva custòdia amb la seva exdona. Rothenberg ja havia estat 6 anys i mig a la presó per ruixar una cambra d'hotel amb querosè i incendiar-la mentre el seu fill dormia. Com que Rothenberg tenia aquests antecedents per intent d'assassinat i incendi provocat, va ser condemnat a 25 anys de presó per possessió il·legal d'armes.
El maig de 2005, el delinqüent sexual condemnat Roberto Gamero va entrar en una casa del districte d'Ingleside i va violar una nena de nou anys. Gamero va ser detingut i condemnat a més de 17 anys de presó. Aquell mateix estiu, l'oficina de Harris va denunciar per tres delictes d'assassinat LaShaun Harris, que havia estat vist llançant els seus fills de 2, 6 i 16 mesos a la badia de San Francisco. LaShaun Harris, que patia esquizofrènia paranoica, va declarar-se'n innocent i va dir que havia sentit la veu de Déu dient-li que sacrifiqués els seus fills. El jurat el va condemnar però el jutge el va declarar dement i el va condemnar a 25 anys d'hospitalització, sentència que va ser apel·lada i sostinguda.
Harris va crear la unitat de delictes d'odi, centrada en delictes d'odi contra nens i joves LGBT a les escoles. El gener de 2006, Gwen Araujo, una adolescent transgènere de l'Amèrica Llatina de 17 anys, va ser assassinada per dos homes que després van utilitzar la «defensa de pànic gai» abans que fossin condemnats per assassinat de segon grau. Harris va organitzar una conferència amb almenys 200 fiscals i oficials de policia d'arreu del país per debatre estratègies per fer front a aquestes defenses legals. Harris va donar suport a una llei estatal per incloure instruccions d'ignorar biaixos, simpaties, prejudicis i l'opinió pública als jurats en prendre la decisió i també per fer obligatori que les oficines de fiscals de districte de Califòrnia informessin els fiscals sobre estratègies de pànic i com evitar que afectessin el veredicte del jurat. La llei es va aprovar el setembre de 2006.
L'agost de 2007, el congressista estatal Mark Leon va proposar una legislació que prohibiria les fires d'armes al Cow Palace, un estadi de Daly City, i a què Harris, la cap de policia Heather Fong i l'alcalde Gavin Newsom van donar suport. La legislació va quedar estancada però va continuar l'oposició local a les fires fins que el 2019 la junta directiva del Cow Palace va votar a favor de prohibir-hi les fires d'armes.

### Esforços de reforma

#### Iniciativa de reincidència i reingrés
El 2004, Harris va reclutar l'activista de drets civils Lateefah Simon per a crear la divisió de reingrés de San Francisco. El programa estrella estava destinat a delinqüents sense antecedents de 18 a 30 anys condemnats per delictes que no estiguessin relacionats amb armes o gangs i permetia que es declaressin culpables a canvi d'un ajornament de la sentència i aparicions davant d'un jutge cada 12 o 18 mesos. També requeria fer hores de servei comunitari, obtenir el graduat escolar, tenir una ocupació estable, assistir a classes de criança de fills i superar proves de consum de drogues. Després de la graduació, el jutge els absolia i n'esborrava el delicte dels antecedents. Durant sis anys, van sortir-ne 200 graduats i va assolir una taxa de reincidència de menys del 10% (un 53% dels condemnats per delictes de drogues tornen a la presó al cap de dos anys de complir la condemna). El Departament de Justícia dels Estats Units va declarar que el cost per participant era de 5.000$, més barat que el cost d'un judici (10.000$) i de mantenir un delinqüent corrent (50.000$).

#### Pena de mort
Ha dit que la cadena perpètua sense fiança és un càstig millor i més econòmic i efectiu que la pena de mort i que l'estalvi econòmic seria, només a San Francisco, l'equivalent a un miler de policies addicionals.
Durant la campanya, havia promès no demanar la pena de mort. Després que un oficial de la policia de San Francisco fos disparat i en morís el 2004; la senadora (i exalcaldessa de San Francisco) Dianne Feinstein, la senadora Barbara Boxer, l'alcalde d'Oakland Jerry Brown i l'associació de policies de San Francisco la van pressionar per canviar de posició però no ho va fer. Segons les enquestes, un 70% dels votants donaven suport a la seva decisió. Quan Edwin Ramos, un immigrant il·legal i presumpte membre del gang MS-13 va ser acusat d'assassinar un home i els seus dos fills el 2009, Harris va demanar-ne la cadena perpètua sense fiança, una decisió a què l'alcalde Gavin Newsom va donar suport.

#### Iniciativa sobre l'absentisme escolar
El 2006, en el marc d'una iniciativa de reducció de l'elevada taxa d'homicidi de la ciutat, Harris va dirigir els esforços per combatre l'absentisme escolar de joves en risc que anaven a l'escola primària. Va declarar l'absentisme escolar crònic un assumpte de seguretat pública i va destacar que la majoria d'interns de les persones i víctimes d'homicidi eren estudiants que havien deixat els estudis o abstentistes regulars. Es van organitzar reunions amb milers de pares d'escoles d'alt risc i es van enviar cartes avisant les famílies de les conseqüències legals de l'abstenisme escolar a partir del semestre de tardor i anunciant que denunciaria els pares amb fills fent campana a l'escola primària, sota penes de 2.500$ en multes i un any de presó. El programa va ser controvertit quan es va introduir.
El 2008, Harris va citar sis pares a comparèixer després que els seus fills no anessin a classe almenys 50 dies, el primer cop que San Francisco denunciava adults per absentisme escolar d'estudiants. El cap d'escoles de San Francisco va remarcar que el camí de l'absentisme escolar a la denúncia era llarg i el que el districte escolar es passava mesos trucant als pares, enviant-los cartes, reunint-s'hi i oferir l'ajuda d'agències i dels serveis socials abans de denunciar. A l'abril de 2009, l'absentisme escolar crònic a l'escola primària s'havia reduït un 23% respecte el 2008 i un 47% respecte el 2006. Es van denunciar set pares en tres anys i cap va ser-ne empresonat.

## Fiscal general de Califòrnia (2011–2017)

### Eleccions del 2010

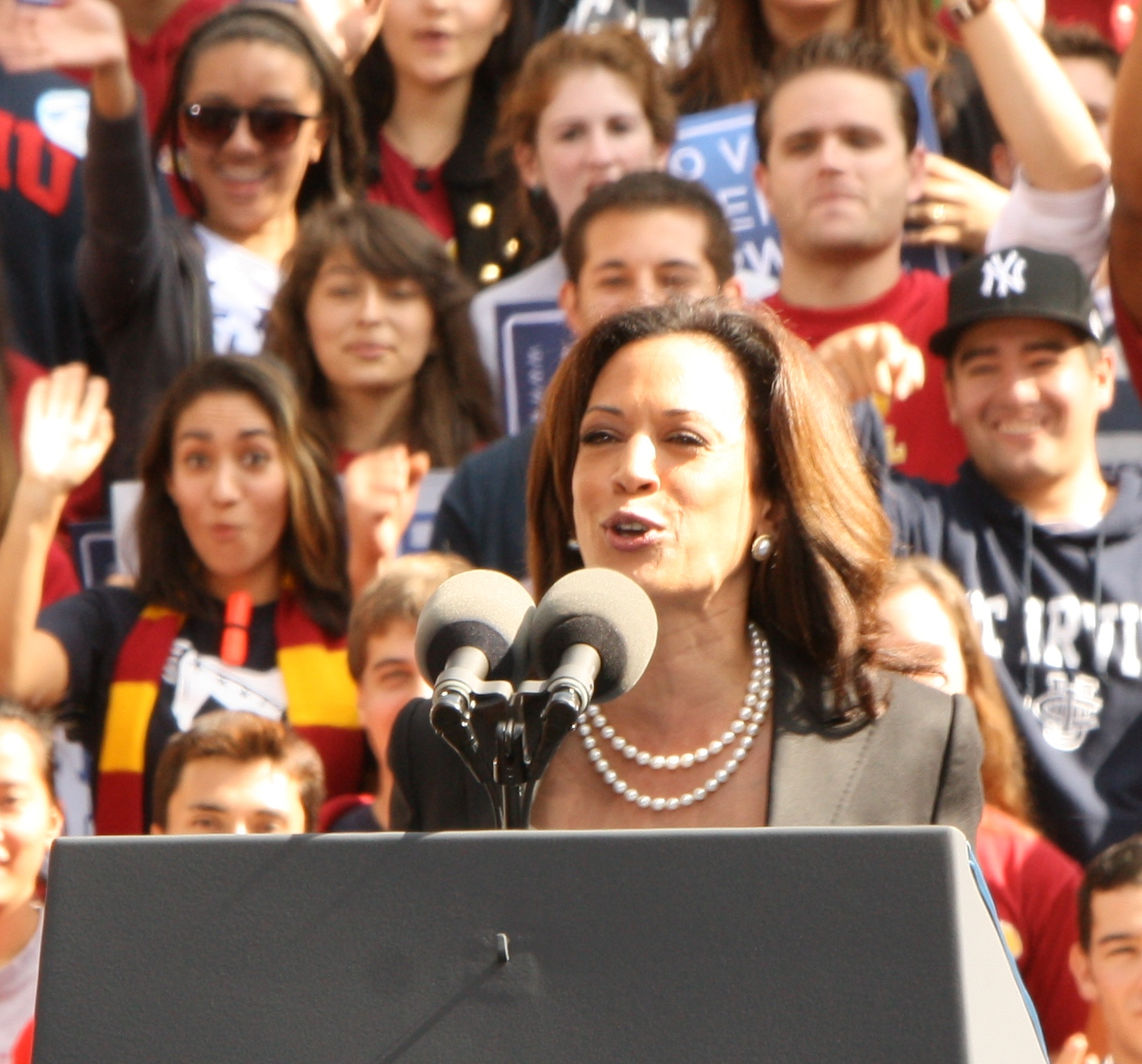
Harris fent un discurs en un acte de campanya de les eleccions del 2010 (22 d'octubre del 2010)

El 12 de novembre del 2008, Harris anuncià la seva candidatura a fiscal general de Califòrnia. Rebé el suport de les dues senadores de Califòrnia, Dianne Feinstein i Barbara Boxer, així com el de Nancy Pelosi, la presidenta de la Cambra de Representants dels Estats Units. En les primàries demòcrates, s'enfrontà a Chris Kelly, ex-director de privadesa de Facebook, els diputats Alberto Torrico, Ted Lieu i Pedro Nava, el procurador de Los Angeles, Rocky Delgadillo, i Mike Schmier. En les primàries demòcrates celebrades el 8 de juny del 2010, Harris guanyà la nominació del partit amb uns 762.000 vots (33,6%). Els seus competidors més propers, Torrico i Kelly, n'obtingueren un 15,6% i un 15,5%, respectivament.
Durant la campanya, Harris prometé no defensar jurídicament la Proposició 8 que eliminava el dret al Matrimoni homosexual, seguir allò que marcava la llei en els delictes castigats obligatòriament amb la pena de mort,tot i no ser-hi favorable, crear una nova estratègia per reduir la reincidència i la superpoblació de les presons, i protegir el medi ambient i els drets civils. El seu principal competidor fou Steve Cooley, el fiscal de districte de Los Angeles, que segons Los Angeles Times «gaudeix d'una reputació com a moderat [i és vist] com la principal esperança del Partit Republicà de guanyar un càrrec important en les eleccions del 2 de novembre». La nit de l'elecció, Cooley declarà victòria, però amb l'avenç del recompte Harris passà a liderar-lo per un petit marge. L'avantatge de Harris anà creixent a mesura que avançava el recompte i el 24 de novembre Cooley reconegué la seva derrota. Harris fou elegida amb 4,4 milions de vots (46,1%) i jurà el càrrec de fiscal general el 3 de gener del 2011. Fou la primera dona, afroamericana i indioamericana a ocupar aquest càrrec.

### Primer mandat (2011–2015)

#### Habitatge

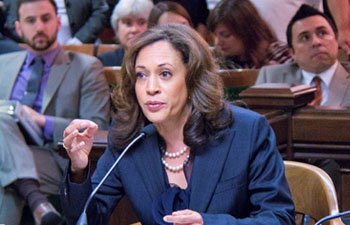
Harris defensant a la Legislatura Estatal l'aprovació del projecte de llei de la Declaració de Drets dels Propietaris (abril del 2012)

Quan assumí el càrrec, Califòrnia encara es recuperava dels efectes de la crisi de les hipoteques subprime. Harris participà en la Resolució Hipotecària Nacional contra cinc bancs: Ally Financial, Wells Fargo, Bank of America, Citibank i Chase. Inicialment, sortí de les negociacions per denunciar que l'acord era molt tolerant, però posteriorment hi tornà, i garantí 12.000 milions de dòlars en reducció de deutes de propietaris de l'estat i 26.000 milions en total. Altres parts del finançament es destinaren a serveis de suport d'habitatge estatal, ajuda legal per a propietaris d'immobles en dificultats i la condonació de deutes de més de 23.000 propietaris que acceptaren vendre la seva llar per un valor menor al del préstec hipotecari.
El 2012, Harris presentà la Declaració de Drets dels Propietaris a la Legislatura Estatal de Califòrnia, un paquet de diversos projectes de llei que donaria als propietaris més «opcions en la lluita per conservar la seva llar». El projecte de llei, que entrà en vigor el 1r de gener del 2013, prohibí les pràctiques de «doble rastreig» i signatura robòtica, oferint als propietaris un únic punt de contacte amb la seva institució de crèdit. També donà al fiscal general de Califòrnia més poders per investigar i processar fraus financers i per reunir jurats especials per processar crims en diversos comtats, en lloc de processar un únic crim en cada comtat.

#### Condicions a les presons i reforma penal

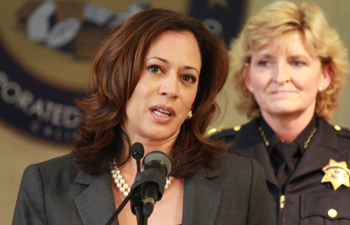
Harris fent un discurs davant d'una agent de policia el 2012

Després que, en el cas Brown vs. Plata (2011), el Tribunal Suprem dels Estats Units sentenciés que les presons de Califòrnia estaven tan superpoblades que eren un càstig cruel i inusual, Harris lluità contra la supervisió del tribunal federal: «Jo tinc un client i no escullo el meu client». Després que Califòrnia no donés total compliment a l'ordre del tribunal de reduir les aglomeracions i fos condemnada a aplicar nous programes de llibertat condicional, els advocats de Harris recorregueren la decisió basant-se en l'argument que, si es veien obligades a posar presos en llibertat abans d'hora, les presons perdrien una important mà d'obra.
Harris es negà a prendre partit a favor o en contra de les propostes d'iniciativa 36 (2012) i 47 (2014), totes dues sobre reforma criminal i de sentències, argumentant que no seria correcte perquè la seva oficina preparava les paperetes de vot. L'exfiscal general de Califòrnia John Van de Kamp titllà la seva explicació de «bajanada».

#### Cas Larsen
L'agost del 2012, el Los Angeles Times publicà un editorial demanant a Harris que alliberés Daniel Larsen. El 1999, Larsen havia estat condemnat a 28 anys de presó per transport encobert d'una arma, però el 2009 un jutge federal l'havia declarat innocent i n'havia ordenat la posada en llibertat. Les proves a favor de Larsen incloïen els testimonis d'un excap de policia i del propietari del ganivet en qüestió. L'advocat original de Larsen, que no aconseguí cridar ni un sol testimoni, fou destituït. Tanmateix, Larsen romangué a la presó perquè l'oficina de Harris s'oposà al seu alliberament al·legant que havia deixat passar el termini per sol·licitar habeas corpus. El California Innocence Project, que havia assumit el cas de Larsen, respongué que això era un tecnicisme burocràtic. L'editorial del diari sostenia que, si Harris no estava disposada a posar Larsen en llibertat, el governador Jerry Brown havia de perdonar-lo. El març del 2013, Larsen fou alliberat sota fiança, decisió que fou recorreguda per Harris per «motius tècnics». El setembre del 2013, el Tribunal d'Apel·lació del Novè Circuit confirmà la sentència i, el gener del 2014, la fiscalia general del comtat de Los Angeles desestimà el recurs.

#### Delictes financers

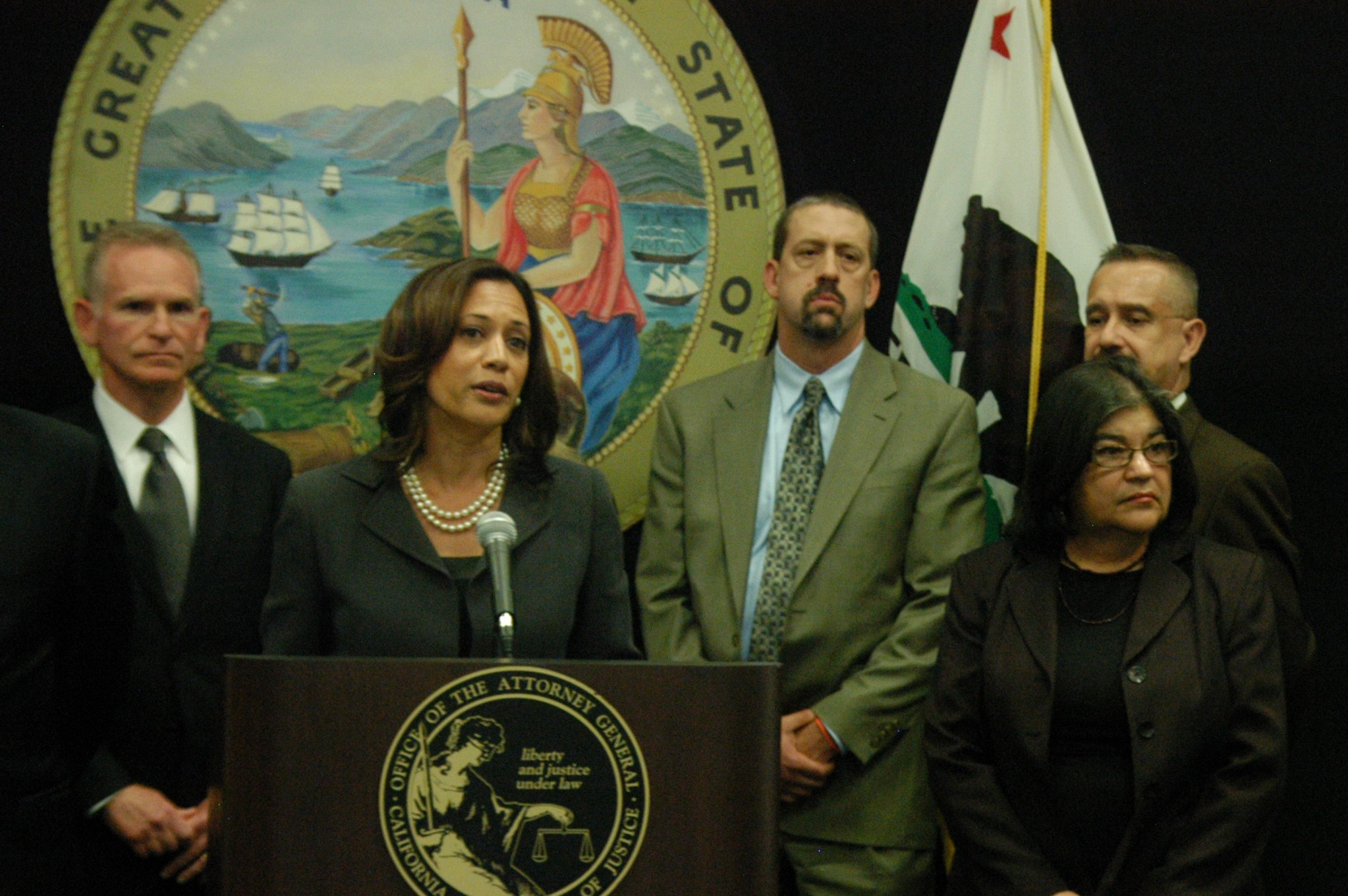
Harris anunciant la creació d'un grup de treball per protegir propietaris el 2011

Harris processà nombrosos delictes financers, com ara préstecs abusius. El 2011 creà un grup de treball sobre frau hipotecari, que tenia la missió d'eliminar el frau en les execucions hipotecàries. El grup de treball fou criticat per presentar menys casos d'execució hipotecària que altres estats demogràficament més petits.
El 2013, Harris no denuncià el banc OneWest, de Steve Mnuchin, malgrat disposar de proves que suggerien una «mala conducta generalitzada», segons un memoràndum filtrat del Departament de Justícia. El 2017, Harris declarà que la decisió de la seva oficina de no processar Mnuchin s'havia basat en «els fets i les proves… com en qualsevol altre cas». El 2016, Mnuchin donà 2.000 dòlars a la campanya de Harris, cosa que en feia l'única candidata demòcrata al Senat el 2016 a rebre'n diners. Tanmateix, ja com a senadora, Harris votà en contra del nomenament de Mnuchin com a secretari del Tresor. Com a resultat de la donació, Harris fou criticada per no haver processat Mnuchin i OneWest Bank quan era fiscal general.

#### Cas Norsworthy
El febrer del 2014, Michelle-Lael Norsworthy, una dona transgènere empresonada a la Presó Estatal de Mule Creek, emprengué una acció federal contra la negativa de l'estat de pagar-li una operació de reassignació de sexe, que considerava necessària. L'abril del 2015, un jutge federal ordenà a l'estat pagar l'operació a Norsworthy, sentenciant que els funcionaris penitenciaris s'havien mantingut «deliberadament indiferents a la seva necessitat mèdica greu» Harris recorregué l'ordre al Tribunal d'Apel·lació del Novè Circuit, argüint que Norsworthy ja rebia tractament mèdic i que el seu estat no era greu. Norsworthy fou posada en llibertat per evitar que l'estat es veiés obligat a complir la decisió judicial.

### Eleccions del 2014

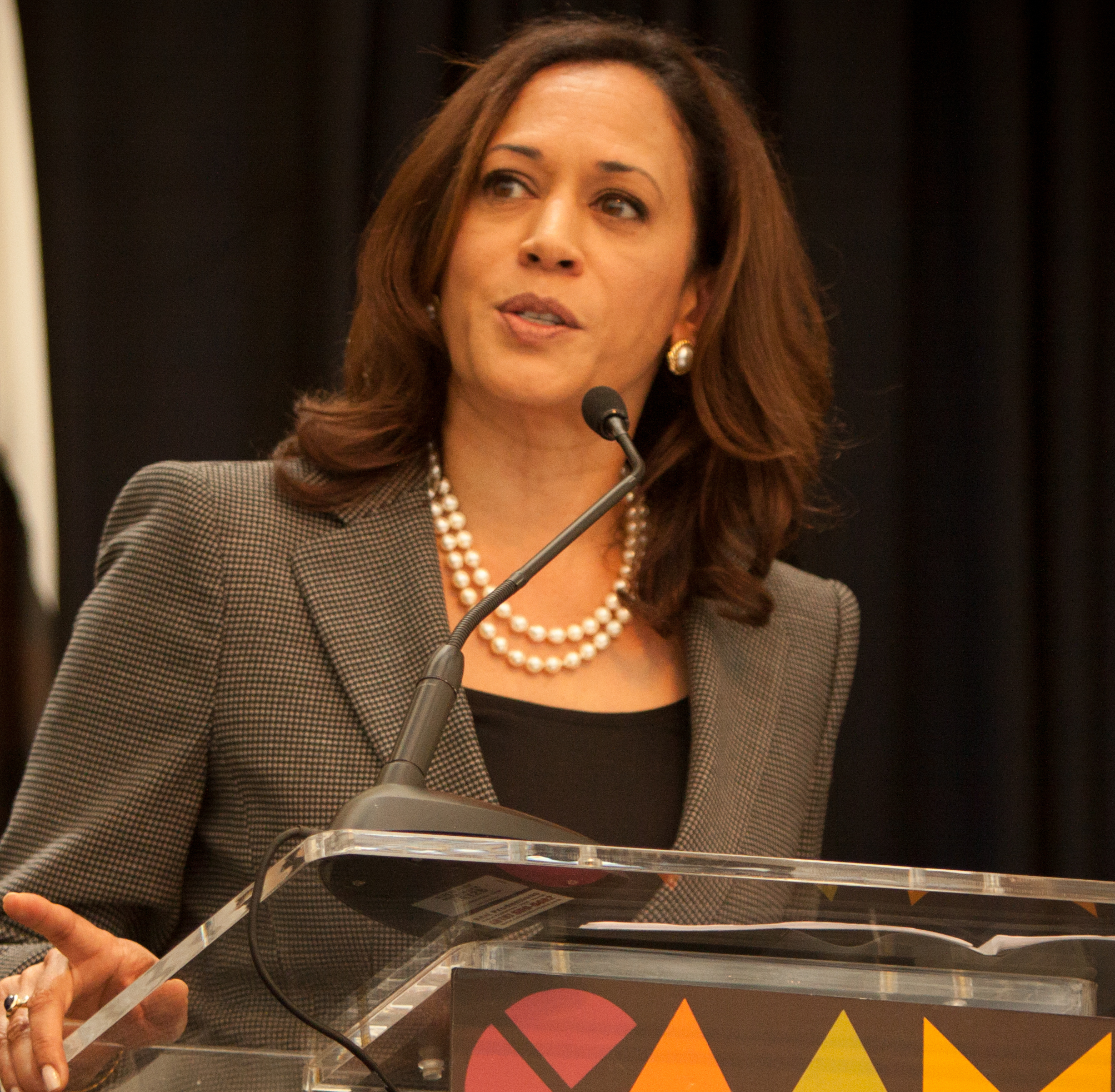
Harris fent un discurs el 2014

Harris anuncià la seva intenció de presentar-se a la reelecció el febrer del 2014 i en formalitzà la candidatura el 12 de febrer. Harris portava recaptant fons per a la campanya des del 2013. Obtingué els suports dels diaris The Sacramento Bee, Los Angeles Daily News i Los Angeles Times. En les primàries celebrades el juny del 2014, Harris obtingué 2,1 milions de vots (53,2% dels vots vàlids). Malgrat que havia aconseguit la majoria dels vots, la llei estatal requeria una segona votació, que se celebrà juntament amb les eleccions presidencials de novembre. Harris hi obtingué 4,1 milions de vots (57,5%), i derrotà el republicà Ronald Gold.

### Segon mandat (2015–2017)

#### Mala conducta de fiscals dels comtats
El 2015, Harris defensà les condemnes obtingudes per fiscals de comtats que contenien confessions falses en transcripcions d'interrogatoris i perjuris. El jutge federal Alex Kozinski n'anul·là les condemnes, i digué als advocats de Harris: «Parleu amb la fiscal general i assegureu-vos que entén la gravetat de la situació». El març del 2015, un jutge dels tribunals superiors de Califòrnia ordenà que Harris assumís un procés criminal després que el fiscal de districte del comtat d'Orange, Tony Rackauckas, reconegués haver emprat il·legalment delators de presó i proves ocultes. Harris s'hi negà, recorrent l'ordre i defensant Rackauckas.
Harris recorregué el rebuig d'una imputació quan es descobrí que un fiscal del comtat de Kern havia comès perjuri en presentar una confessió falsificada com a prova judicial. Harris afirmà que el perjuri del fiscal no era suficient per demostrar mala conducta. Durant el cas, Harris sostingué que només una vil brutalitat física justificaria la descoberta d'una conducta indeguda del fiscal i la posterior negativa a la imputació, i que el perjuri no fou suficient.

#### Empreses de petroli i gas

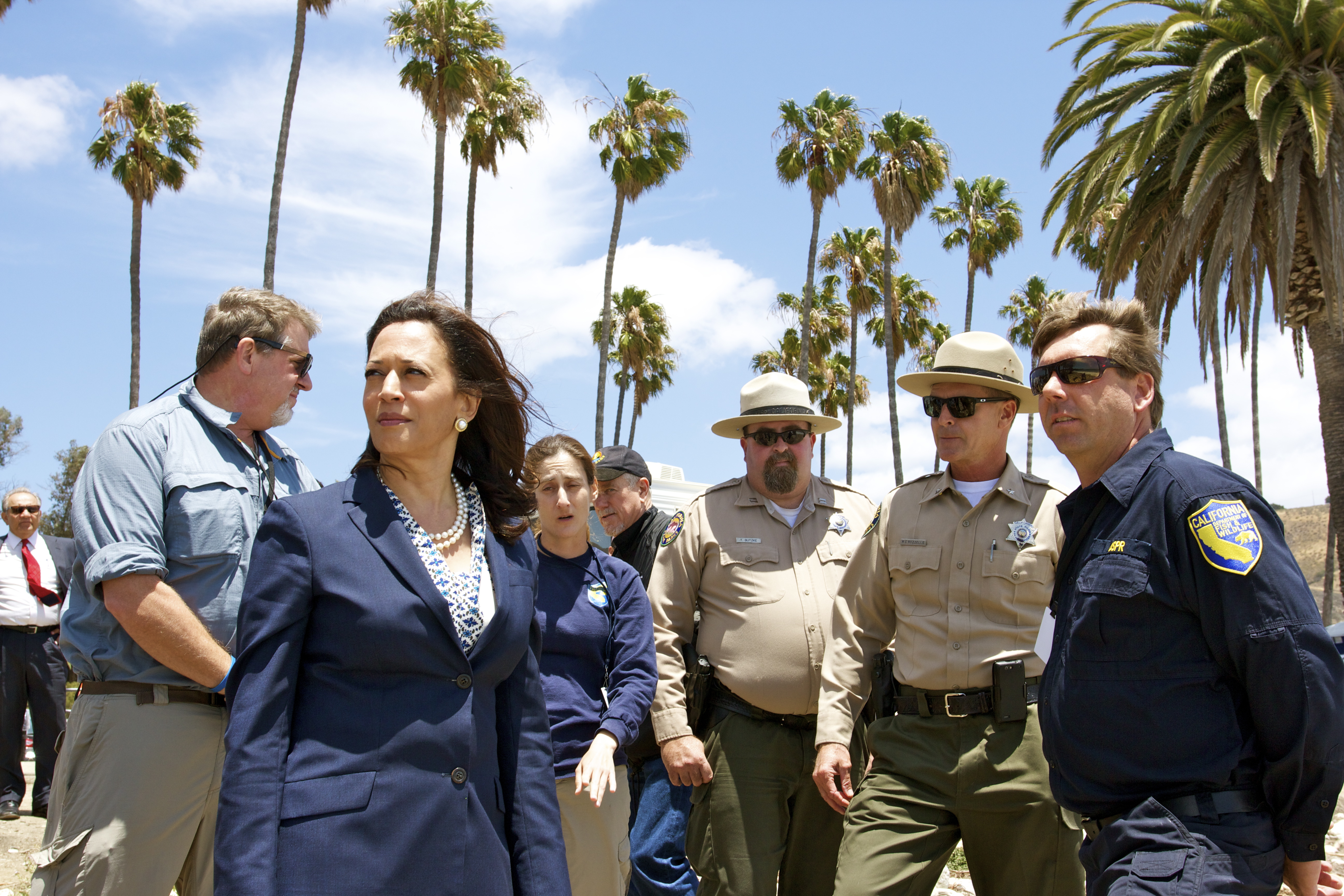
Harris visitant els esforços de neteja en una platja afectada per un vessament de petroli el 2015

Després que una fuita de petroli d'un oleoducte causés danys al litoral de Califòrnia el maig del 2015, Harris visità la zona i posà recursos i advocats de la seva oficina a investigar possibles responsabilitats penals. Les investigacions conduïren a una desena d'imputacions. El juny del 2016, Harris emeté citacions a dia cert a Chevron, ExxonMobil, Shell, Phillips 66, Valero Energy i Tesoro, relatives a una investigació sobre un possible acord de preus.

#### Cas Backpage
L'octubre del 2016, Harris anuncià l'empresonament del conseller delegat de Backpage, Carl Ferrer, acusat de proxenetisme de menors, proxenetisme i conspiració per cometre proxenetisme. L'ordre d'empresonament al·legava que 99% dels ingressos de Backpage eren directament atribuïbles a anuncis relacionats amb la prostitució, molts dels quals implicaven víctimes de tràfic sexual, incloent-hi menors. El desembre del 2016, un jutge d'un tribunal superior rebutjà totes les acusacions. El mateix mes, Harris presentà noves acusacions contra Ferrer i els expropietaris de Backpage Mike Lacey i Jim Larkin per proxenetisme i blanqueig de diner. El gener del 2017, Backpage anuncià que eliminava la seva secció per a adults de tots els seus llocs web als Estats Units a causa d'allò que l'empresa descrigué com a molts anys d'assetjament i pressions extralegals. Les investigacions continuaren després que Harris fos elegida senadora i, l'abril del 2018, Backpage i llocs web afiliats foren confiscats en una acció dirigida per agències federals, incloent-hi el Federal Bureau of Investigation (FBI) i l'Internal Revenue Service (IRS). Posteriorment, Ferrer es declarà culpable de les acusacions de facilitació de prostitució i blanqueig de diner.

## Senat dels Estats Units (2017–2021)

### Eleccions de 2016

Logotip de la campanya pel Senat de 2016.

Després de 24 anys com a senadora junior per Califòrnia, la senadora Barbara Boxer va anunciar que es retiraria quan acabés el mandat el 2016. Harris va ser la primera candidata a anunciar que es presentaria al Senat per substituir-la. Harris va anunciar formalment la seva candidatura el 13 de gener de 2015.
El febrer de 2016, el Partit Demòcrata de Califòrnia va votar a la seva convenció a favor de donar suport a Harris amb un 80% dels vots. Al cap de tres mesos, el governador Jerry Brown li va donar suport.
A les primàries del 7 de juny, Harris va ser la primera amb un 40% dels vots i va guanyar a la majoria de comtats. El 19 de juliol, el president Barack Obama i el vicepresident Joe Biden li van donar suport.
Harris es va enfrontar a la congressista i demòcrata Loretta Sanchez a les eleccions generals, en les primeres eleccions al Senat per Califòrnia on no hi concorrien els republicans des del 1914. A les eleccions de novembre de 2016, Harris va rebre un 60% dels vots i va guanyar tots els comtats llevat de quatre. Després de la victòria, Harris va prometre protegir els immigrants de les polítiques del president electe Donald Trump i va anunciar que continuaria exercint de fiscal general fins a finals d'any.

### 2017

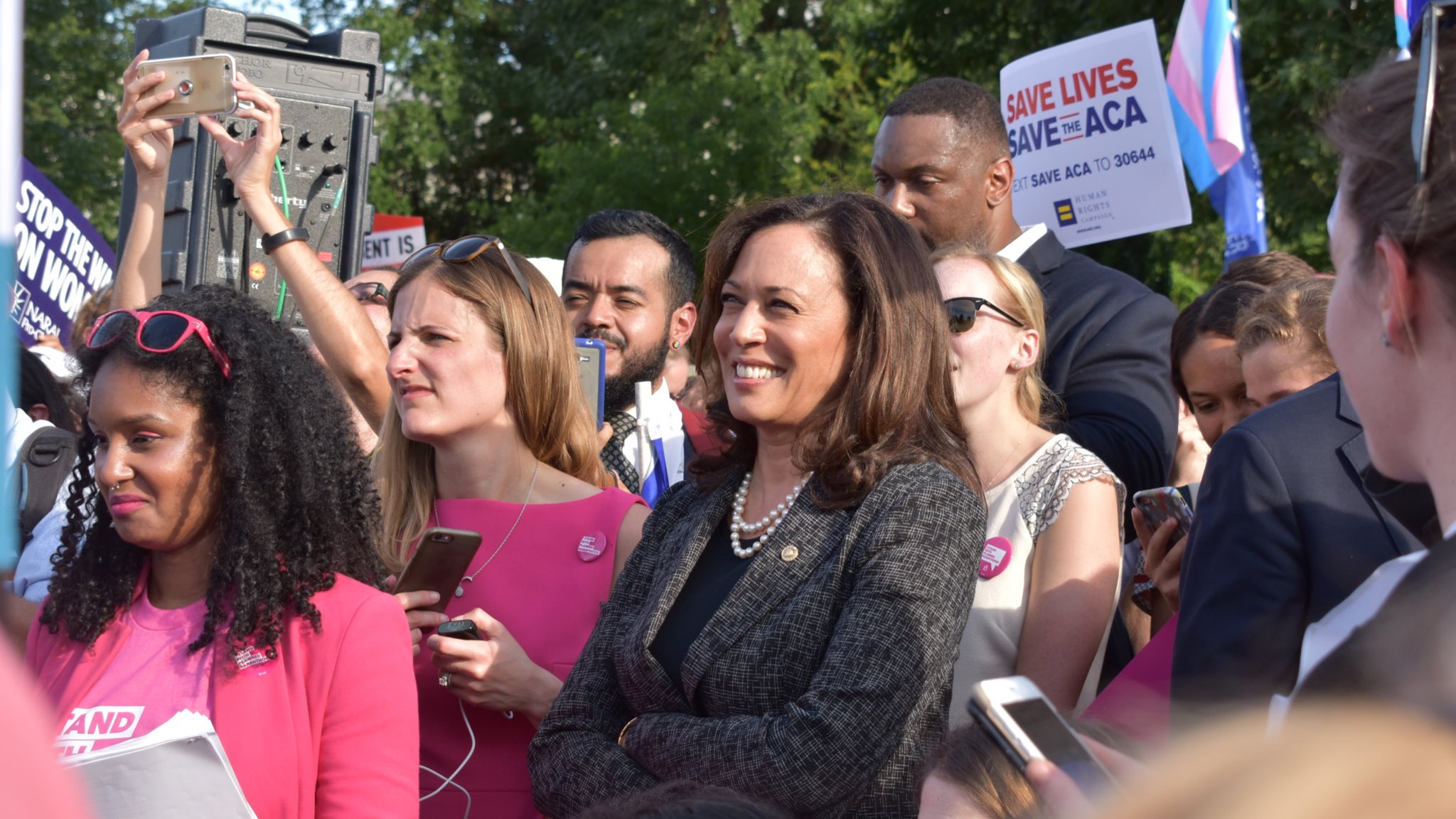
Harris en una protesta.

El 28 de gener, Harris va condemnar l'ordre executiva signada per Trump que prohibia l'entrada als EUA de ciutadans de diversos països de majoria musulmana.
El febrer, Harris es va oposar a les nominacions de Betsy DeVos com a secretària d'educació i de Jeff Sessions com a fiscal general dels Estats Units. A principis de març va demanar la dimissió de Sessions després de saber que s'havia reunit dues vegades amb l'ambaixador rus als EUA.
Harris va votar en contra de la confirmació de Neil Gorsuch al Tribunal Suprem dels Estats Units. També el mes d'abril, Harris va fer el seu primer viatge a l'Orient Mitjà, on visità tropes californianes estacionades a l'Iraq i al camp de refugiats de Zaatari a Jordània.
El desembre, Harris va demanar la dimissió del senador demòcrata Al Franken, que havia estat acusat d'assetjament sexual.

### 2018

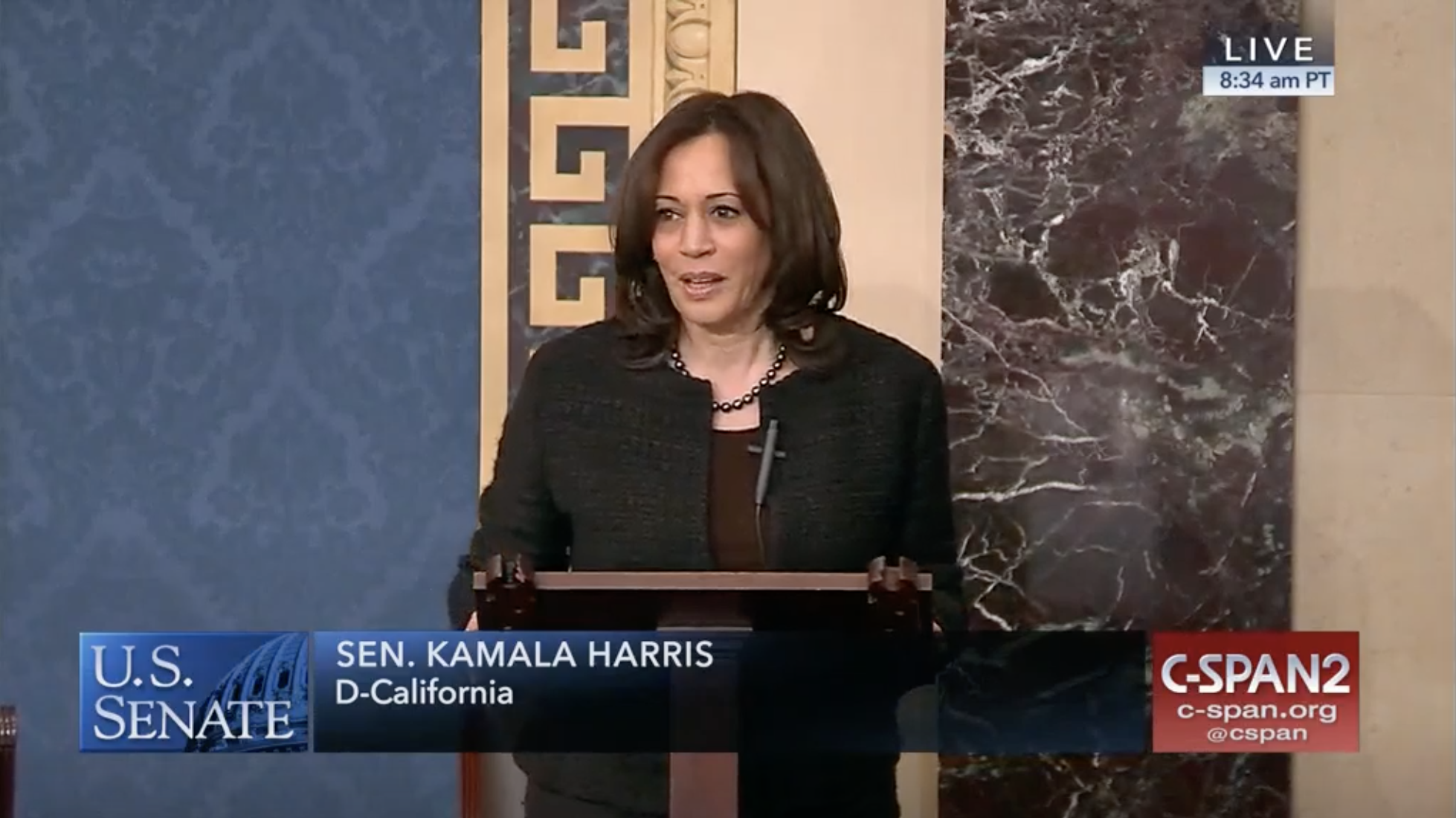
Harris al Senat el juny de 2018.

El gener de 2018, Harris va esdevenir membre del Comitè de Justícia del Senat després de la dimissió d'Al Franken.
Els mesos d'abril i maig, Harris va interrogar Mark Zuckerberg, fundador de Facebook, pel mal ús de les dades dels usuaris de Facebook i Christopher Wylie, que ho destapà, pels informes que deien que Cambridge Analytica s'havia apropiat il·legítimament de les dades de 87 milions d'usuaris de Facebook per a suprimir els vots dels afroamericans i per l'extensió en què Facebook havia violat la privadesa dels usuaris.
El juny, després de visitar un centre de detenció a prop de la frontera a San Diego, Harris va ser la primera senadora en demanar la dimissió de Kirstjen Nielsen, el secretari de seguretat nacional.
El setembre i octubre, a les audiències de confirmació de Brett Kavanaugh al Tribunal Suprem, Harris va preguntar-li sobre una reunió que hauria pogut tenir amb un membre del bufet de l'advocat personal del president Marc Kasowitz sobre la investigació Mueller. Kavanaugh no va poder contestar i desviava la pregunta. Harris també va qüestionar l'abast limitat de la investigació de les acusacions d'abús sexual contra Kavanaugh conduïda pel director de l'FBI, James Comey. Harris va votar contra la seva confirmació.

### 2019
El 22 de març, Harris va demanar que el fiscal general William Barr testifiqués davant el Congrés sobre l'informe Mueller després que es publiqués l'informe sobre la interfèrencia russa a les eleccions de 2016. Al cap de dos dies, Barr va publicar un resum de 4 pages de l'informe Mueller, i Harris i altres senadors demòcrates van demanar que s'investigués si aquest resum era enganyós.
El 1r de maig de 2019, Barr va testificar davant el Comitè Judicial del Senat. Harris li va preguntar si havia revisat les proves fonamentals abans de decidir no acusar el president d'obstrucció de la justícia, i Barr va admetre que ni ell ni el seu equip ho havien fet. Harris també li va preguntar si el president o algú de la Casa Blanca li havia demanat o suggerit que obrís una investigació a algú, a la qual cosa Barr dubtà en respondre.
Harris va demanar que Barr dimitís, afegint que s'havia negat a respondre les preguntes perquè hauria pogut cometre perjuri i que no estava qualificat per ser fiscal general dels EUA.

### 2020
Harris va votar a favor de declarar el president Trump culpable d'abús de poder i d'obstrucció al Congrés.

## Eleccions presidencials de 2020

### Campanya presidencial

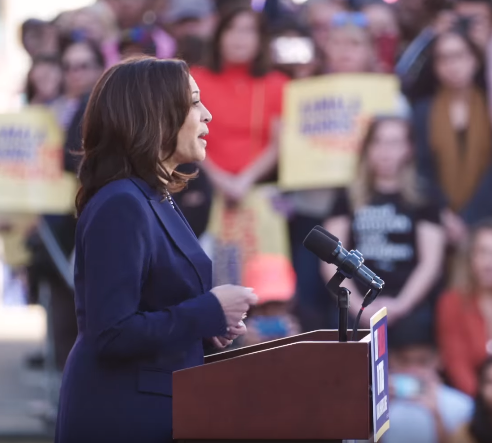
Harris va anunciar formalment la seva candidatura a la presidència el 27 de gener de 2019.

Harris havia estat considerada com una de les potencials candidates importants de la nominació demòcrata a la presidència de 2020. El juny de 2018 no va descartar presentar-s'hi i el juliol va anunciar que publicaria unes memòries, vistes com a indici que es presentaria. El 21 de gener de 2019, Harris va anunciar formalment la seva candidatura a la presidència dels Estats Units el 2020. Segons la policia, més de 20.000 persones assistiren a l'acte de llançament de campanya, que tingué lloc el 27 de gener a la seva ciutat natal d'Oakland (Califòrnia).
Durant el primer debat presidencial demòcrata el juny de 2019, Harris renyà l'exvicepresident Joe Biden pels comentaris feridors que feu parlant afectuosament amb senadors que s'oposaven als intents d'integració de la dècada de 1970 i per treballar amb ells per oposar-se a fer mandatòria la desegregació dels districtes escolars. Les enquestes després del debat detectaren que el seu suport s'havia incrementat entre 6 i 9 punts. Al segon debat a l'agost, Harris rebé atacs de Biden i la congressista Tulsi Gabbard pel seu historial com a fiscal general. Després del debat, Harris caigué en les enquestes. Els mesos posteriors, el seu suport a les enquestes disminuí fins a menys del 10%. En un temps en què augmentava la preocupació entre els liberals pels excessos del sistema de justícia penal, Harris rebé crítiques dels reformadors per les seves polítiques dures amb el crim que havia implementat quan era fiscal general de Califòrnia. A tall d'exemple, el 2014 va decidir defensar la pena de mort a Califòrnia davant dels tribunals.
El 3 de desembre de 2019 Harris es retirà de la cursa per a la nominació demòcrata per manca de fons. El març de 2020, Harris donà suport a la candidatura presidencial de Joe Biden.

### Campanya vicepresidencial

Logotip de campanya de la candidatura Biden/Harris.

El març, Biden es va comprometre a escollir una dona com a candidata a la vicepresidència.
El 17 d'abril de 2020, Harris va dir que seria un honor ser la companya de campanya de Biden en resposta a l'especulació mediàtica. A finals de maig, arran de les protestes i manifestacions per la mort de George Floyd, Biden va rebre crides per triar una dona negra com a companya de candidatura remarcant les credencials d'aplicació de la llei de Harris i Val Demings.
El 12 de juny, el The New York Times va informar que Harris estava emergint com la preferida per ser la vicepresidenta de Biden, ja que era l'única dona afroamericana amb l'experiència política típica de vicepresidents. El 26 de juny, la CNN va dir que les quatre principals competidores eren Elizabeth Warren, Val Demings, Keisha Lance Bottoms i Harris.
Biden va anunciar que havia elegit Harris l'11 d'agost de 2020. Va ser la primera candidata afroamericana a la vicepresidència d'un dels dos partits majoritaris. El 19 d'agost de 2020 va rebre oficialment la nominació demòcrata.

## Vicepresidència dels Estats Units
Quan Harris va prendre possessió el 20 de gener de 2021, el Senat del 117è Congrés estava dividit 50-50 entre republicans i demòcrates, i durant el seu mandat va haver de ser sovint cridada per exercir el seu poder per emetre vots de desempat com a presidenta de el Senat.

## Eleccions presidencials de 2024

### Precandidatura de Joe Biden
El 25 d'abril de 2023, el president Biden va anunciar la seva precandidatura a la reelecció en 2024 pel Partit Demòcrata, mantenint la vicepresidenta Kamala Harris com a companya de fórmula. Fins al superdimarts del 5 de març només Biden, Jason Palmer i Marianne Williamson van ser candidats importants per a la nominació presidencial demòcrata i el 12 de març de 2024, Biden es va convertir oficialment en el candidat demòcrata a la presidència. L'actuació de Biden al primer debat el juny contra Donald Trump i els seus lapsus a cimera de l'OTAN de juliol van causar molt neguit als demòcrates, i es van qüestionar la viabilitat de Biden com a candidat, i alguns dels majors donants van congelar les donacions, per estudiar la viabilitat de Kamala Harris com alternativa, amb la temença que una possible onada republicana no només suposaria l'elecció de Trump, sinó que escombraria els demòcrates del poder al Congrés. i finalment la pressió del seu partit el va fer renunciar a la candidatura a la reelecció el 21 de juliol donant suport a Kamala Harris,

### Candidatura a la Presidència
Harris va ser l'escollida per la convenció del Partit Demòcrata el 23 d'agost a Chicago com a candidata a la Presidència dels Estats Units, amb Tim Walz com el seu candidat a vicepresident.

### Resultats
Donald Trump va escombrar als set estats oscil·lants i guanyar una victòria en vot aconseguint treure encara més vots a les zones rurals d'Amèrica que en les eleccions presidencials dels Estats Units de 2020, incloent els votants de raça negra d'aquests territoris, va fer avenços significatius en el segment dels votants llatins des del sud-oest fins al corredor Bos-Wash, i en les grans ciutats va reduir els tradicionalment grans marges demòcrates, i fins i tot en molts dels seus suburbis es va perdre el profund sentiment anti-Trump de 2020, Fins i tot els comtats universitaris més grans semblaven perdre el sentit d'urgència i indignació que van marcar els resultats del 2020. El mur blau i el cinturó del Sol es van enfonsar per als demòcrates.
Donald Trump, després d'haver guanyat Geòrgia, Pennsilvània i Carolina del Nord, i tenir avantatges a la resta d'estats decisius, i de matinada, quan només Fox News l'havia projectat com a guanyador, va declarar la seva victòria en vots i delegats a les eleccions. Harris va concedir la victòria l'endemà de les eleccions.

## Vida personal
Harris es va casar amb el fiscal Douglas Emhoff el 22 d'agost de 2014 a Santa Barbara (Califòrnia). Harris, que no té fills, va esdevenir madrastra dels dos fills d'un matrimoni anterior d'Emhoff. A data d'agost de 2019, Harris i el seu marit tenien un patrimoni estimat net de 5,8 milions de dòlars. És membre d'una Església Baptista de San Francisco.
La seva germana, Maya Harris, és analista política a MSNBC; el seu gendre Tony West és conseller general d'Uber i extreballador sènior del Departament de Justícia dels Estats Units.

## Publicacions
Harris ha escrit dos llibres de no-ficció i un llibre infantil.
- Smart on Crime: A Career Prosecutor's Plan to Make Us Safer.  Chronicle Books, 2009. ISBN 978-0811865289.
- Superheroes Are Everywhere.  Penguin Young Readers Group, 2019. ISBN 978-1984837493.
- The Truths We Hold: An American Journey.  Diversified Publishing, 2019. ISBN 978-1984886224.